# Осечкин, Владимир Иванович
Влади́мир Ива́нович Осе́чкин (родился в 1888 году — погиб 31 декабря 1941 или 1942 года, Ленинград, РСФСР, СССР) — советский тренер по боксу, инженер-технолог. Подготовил ряд чемпионов и призёров чемпионатов СССР, других боксёрских турниров. Создал самобытную школу бокса.

## Биография
Владимир Осечкин родился в 1888 году. Боксом начал заниматься под руководством Ивана Бальцеровича Граве и Эрнеста Ивановича Лусталло, которые считаются первопроходцами в этой спортивной дисциплине в Российской империи. Обучался в Ленинградском технологическом институте. Во время учёбы в этому вузе создал секцию бокса при вузовском клубе, где стал тренером. В первой половине 1928 года начал работать главным тренером в секции бокса спортивного клуба «Василеостровский металлист».
Владел английским и французским языками. Будучи инженером, создал ряд изобретений, которые были воплощены в металле и дереве.
Скончался 31 декабря 1941 года в блокадном Ленинграде от голода. По другим данным, умер в 1942 году.

### Семья
В 1932 году Владимир Осечкин женился на дочери военного Ксении Владимировне, урождённой Железновой (1903 — после 1942). В брачном союзе у него родились сын Всеволод (род. 1933) и дочь Елена (род. 1934).

## Тренерская деятельность
Работая тренером, уделял внимание проблемам сочетания боя на дальней, средней и ближней дистанциях, работе ног и манёвренности, как следствие, использованию защитных действий — уходов, уклонов и нырков для перехода в контратаку. Помимо этого, уделял время психологической подготовке спортсменов и их культурному развитию.
Среди воспитанников Владимира Ивановича Осечкина были Константин Лебедев — чемпион СССР 1933 года и серебряный призёр чемпионата СССР 1934 года, Сергей Емельянов — победитель I международной Спартакиады рабочего спорта 1928 года и серебряный призёр чемпионатов СССР 1934, 1935 и 1936 годов, Алексей Бакун — чемпион СССР 1935 года и бронзовый призёр чемпионата РСФСР 1932 года, Павел Вертков — чемпион РСФСР 1927 и А. Вевель — победитель Всесоюзной спартакиады 1928.

В Ленинградском технологическом институте в начале двадцатых годов занятия по боксу вел Владимир Иванович Осечкин. Он не был ни боксером, ни выдающимся тренером. Инженер по образованию, он просто любил бокс и преподавал его как общественник— Константин Градополов
.